# Сторожевський Микола Кирилович
Мико́ла Кири́лович Стороже́вський (нар. до 1830 — пом. після 1890) — український педагог, письменник, юрист, колезький радник.

## Життєпис

### Освіта
Закінчив юридичний факультет Київського Імператорського університету святого Володимира.

### Педагогічна праця
У джерелах вперше згадується як викладач предмету «Законознавство» Полтавської чоловічої гімназії у чині губернський секретар у 1850—1854 навчальних роках.
У 1854—1860 навчальних роках працює викладачем предмету «Законознавство» Ніжинської чоловічої гімназії, до того ж отримує чини: у 1855 році — титулярний радник, у 1856 році — колезький асесор, у 1858 році — надвірний радник.
У 1860—1864 навчальних роках працює штатним наглядачем у повітовому дворянському училищі міста Златополя.
У 1865—1866 навчальному році — викладач предмету «Законознавство» Полтавської чоловічої гімназії.
У 1867—1870 роках у чині колезький радник працює засідателем Полтавського повітового суду.
У 1878—1890 роках працює секретарем Полтавського міського управління поліції.

### Друковані праці
- Сторожевский, Николай Кириллович. Нежинские греки. — К. : Унив. тип, 1863. — 32 с.(рос. дореф.)
- Сторожевский, Николай Кириллович. Хассиды, их цадики и магиды : Публ. лекции, чит. в Полтаве Н. Сторожевским. — Полтава : тип. бр. Н. и П. Пигуренко, 1866. — 65 с.(рос. дореф.)
- Сторожевский, Николай Кириллович. Полтава : Справоч.-адрес. кн. — Полтава : И.А. Дохман, 1882. — 2 арк. план + 188 с.(рос. дореф.)
- Сторожевский, Николай Кириллович. Полтавская Мариинская женская гимназия : Ист. очерк 1860-1882 г. — Полтава : тип. Губ. правл, 1883. — 29 с.(рос. дореф.)
- Сторожевский, Николай Кириллович. Кочубей и Искра : Ист. монография. — Житомир : типо-лит. М. Дененмана, 1890. — 68 с.(рос. дореф.)
- Сторожевский, Николай Кириллович. Мартын Пушкарь, первый полтавский полковник : (Монография). — Житомир : типо-лит. насл. С. Бродовича, 1890. — 27 с.(рос. дореф.)
- Сторожевскій, Николай Кирилловичъ. Семенъ Палѣй[29], [полковникъ Бѣлоцерковскій (Хвастовскій)] : Кіевское Полѣсье, Волынь. 1670-1710 г. — Житоміръ : Волынская губ. тип, 1893. — 131 с. (рос. дореф.) На обкладинці портрет автора.
- Сторожевский Н. К. Родословная Кочубеев(рос. дореф.).

## Сім'я
- Дружина — Катерина Григорівна[30]
- Син Борис (нар. 1850, Полтава—пом. 1898) — журналіст і письменник. Секретар редакції газети «Киевлянин», а потім, після смерті редактора, професора Шульгина, деякий час редактор. Видавець-редактор першої на Поділлі приватної газети «Подольский листок».
- Син Євгеній[30]

## Зазначення
1. ↑  Адрес-Календарь. Общая Роспись всех чиновных особ в государстве. 1851, часть 1, 2 и алфавитный указатель личных имен. Ч. 1 Р. II С. 154 [Архівовано 20 грудня 2016 у Wayback Machine.](рос. дореф.)
2. ↑  Адрес-Календарь. Общая Роспись всех чиновных особ в Государстве. 1852. Часть 1 и 2. Ч. 1 Р. II С. 191 [Архівовано 4 березня 2016 у Wayback Machine.](рос. дореф.)
3. ↑  Адрес-Календарь. Общая роспись всех чиновных особ в государстве 1853 год. (часть 1 и 2). Ч. 1 Р. II С. 188 [Архівовано 5 березня 2016 у Wayback Machine.](рос. дореф.)
4. ↑  Адрес-Календарь. Общая Роспись всех чиновных особ в государстве, 1854 год. Часть 1 и 2. Ч. 1 Р. II С. 190 [Архівовано 20 грудня 2016 у Wayback Machine.](рос. дореф.)
5. ↑  Адрес-Календарь. Общая Роспись всех чиновных особ в государстве. Часть 1 и 2. Ч. 1 Р. II С. 190 [Архівовано 20 грудня 2016 у Wayback Machine.](рос. дореф.)
6. ↑  Адрес-Календарь. Общая Роспись всех чиновных особ в государстве. Часть 1 и 2. Ч. 1 Р. II С. 189 [Архівовано 20 грудня 2016 у Wayback Machine.](рос. дореф.)
7. ↑  Адрес-Календарь. Общая Роспись всех чиновных особ в Государстве. 1857. Часть 1 и 2. Ч. 1 Р. II С. 184 [Архівовано 20 грудня 2016 у Wayback Machine.](рос. дореф.)
8. ↑  Адрес-Календарь. Общая роспись всех чиновных особ в государстве на 1858—1859 год., Часть 1 и 2. Ч. 1 Р. II С. 201 [Архівовано 16 січня 2017 у Wayback Machine.](рос. дореф.)
9. ↑  Адрес-Календарь. Общая Роспись всех чиновных особ в государстве на 1859 год. Часть 1 и 2. Ч. 1 С. 426 [Архівовано 20 грудня 2016 у Wayback Machine.](рос. дореф.)
10. ↑  Адрес-Календарь. Общая Роспись начальствующих и прочих должностных лиц на 1860-61 год. Ч. 1 С. 384—385 [Архівовано 16 січня 2017 у Wayback Machine.](рос. дореф.)
11. ↑  Адрес-Календарь. Общая Роспись начальствующих и прочих должностных лиц на 1861-62 год. Ч. 1 С. 355 [Архівовано 2 квітня 2015 у Wayback Machine.](рос. дореф.)
12. ↑  Адрес-Календарь. Общая Роспись начальствующих и прочих должностных лиц по всем управлениям в Империи, на 1862—1863 год. Часть 1 и 2. Ч. 1 С. 362 [Архівовано 13 січня 2017 у Wayback Machine.](рос. дореф.)
13. ↑  Адрес-календарь. Общая роспись начальствующих и прочих должностных лиц по всем управлениям в империи, и по главным управлениям в Царстве Польском и в Великом княжестве Финляндском на 1863—1864 год: Ч. 1-2. Ч. 1 С. 372 [Архівовано 2016-12-20 у Wayback Machine.](рос. дореф.)
14. ↑  Адрес-Календарь. Общая Роспись начальствующих и прочих должностных лиц на 1865-66 год. Ч. 1 С. 373 [Архівовано 20 грудня 2016 у Wayback Machine.](рос. дореф.)
15. ↑  Адрес-Календарь. Общая роспись начальствующих и прочих должностных лиц по всем управлениям в Российской Империи на 1868 год. Часть 1 и 2. Ч. 2 С. 234 [Архівовано 20 грудня 2016 у Wayback Machine.](рос. дореф.)
16. ↑  Адрес-Календарь. Общая роспись нанальствующих и прочих должностных лиц по всем управлениям в Российской Империи на 1869 год. Часть 1 и 2. Ч. 2 С. 243 [Архівовано 20 грудня 2016 у Wayback Machine.](рос. дореф.)
17. ↑  Адрес-Календарь. Общая Роспись начальствующих и прочих должностных лиц на 1870 год. Ч. 2 С. 260 [Архівовано 20 грудня 2016 у Wayback Machine.](рос. дореф.)
18. ↑  Адрес-Календарь. Общая Роспись начальствующих и прочих должностных лиц в Российской Империи на 1879 год. Часть 1 и 2. Ч. 2 С. 195 [Архівовано 10 травня 2017 у Wayback Machine.](рос. дореф.)
19. ↑  Адрес-Календарь. Общая Роспись начальствующих и прочих должностных лиц в Российской Империи на 1880 год. Часть 1 и 2. Ч. 2 С. 195 [Архівовано 10 травня 2017 у Wayback Machine.](рос. дореф.)
20. ↑  Адрес-Календарь. Общая Роспись начальствующих и прочих должностных лиц в Российской Империи на 1881 год. Часть 1 и 2. Ч. 2 С. 189 [Архівовано 22 жовтня 2016 у Wayback Machine.](рос. дореф.)
21. ↑  Адрес-Календарь. Общая Роспись начальствующих и прочих должностных лиц в Российской Империи на 1882 год. Часть 1 и 2. Ч. 2 С. 189 [Архівовано 22 жовтня 2016 у Wayback Machine.](рос. дореф.)
22. ↑  Адрес-Календарь. Общая Роспись начальствующих и прочих должностных лиц в Российской Империи на 1883 год. Часть 1 и 2. Ч. 2 С. 189 [Архівовано 22 жовтня 2016 у Wayback Machine.](рос. дореф.)
23. ↑  Адрес-Календарь. Общая Роспись начальствующих и прочих должностных лиц в Российской Империи на 1885 год. Часть 1 и 2. Ч. 2 С. 185 [Архівовано 22 жовтня 2016 у Wayback Machine.](рос. дореф.)
24. ↑  Адрес-Календарь. Общая Роспись начальствующих и прочих должностных лиц в Российской Империи на 1886 год. Часть 1 и 2. Ч. 2 С. 185 [Архівовано 22 жовтня 2016 у Wayback Machine.](рос. дореф.)
25. ↑  Адрес-Календарь. Общая Роспись начальствующих и прочих должностных лиц в Российской Империи на 1887 год. Часть 1 и 2. Ч. 2 С. 183 [Архівовано 22 жовтня 2016 у Wayback Machine.](рос. дореф.)
26. ↑  1888. Адрес-Календарь. Общая роспись начальствующих и прочих должностных лиц по всем управлениям в Российской Империи, часть 1 и 2. Ч. 2 С. 183 [Архівовано 22 жовтня 2016 у Wayback Machine.](рос. дореф.)
27. ↑  1889. Адрес-календарь. Общая роспись начальствующих и прочих должностных лиц по всем управлениям в Российской Империи, часть 1 и 2. Ч. 2 С. 183 [Архівовано 22 жовтня 2016 у Wayback Machine.](рос. дореф.)
28. ↑  Адрес-календарь Российской Империи. (часть 1 и 2). Ч. 2 С. 171 [Архівовано 10 квітня 2011 у Wayback Machine.](рос. дореф.)
29. ↑  Палей (Палий), Семен, у оригіналі: Палѣй Палій (Семенъ)
30. 1 2  Сторожевские // История Полтавы - сайт Бориса Тристанова